# A Moment of Darkness
A Moment of Darkness è un cortometraggio muto del 1915 diretto da Cecil M. Hepworth.

## Trama
Una ragazza, cresciuta ed addestrata dal padre per fare la ladra, dopo aver lasciato il carcere diventa grande amica della donna che aveva derubato.

## Produzione
Il film fu prodotto dalla Hepworth.

## Distribuzione
Distribuito dalla Hepworth, il film - un cortometraggio di 495,3 metri - uscì nelle sale cinematografiche britanniche nel marzo 1915.
Si conoscono pochi dati del film che si pensa sia stato distrutto insieme a gran parte dei film della compagnia nel 1924 dallo stesso produttore, Cecil M. Hepworth. Fallito, in gravissime difficoltà finanziarie, Hepworth pensava in questo modo di poter almeno recuperare il nitrato d'argento della pellicola.